# Koninklijke Beerschot Antwerpen Club
Koninklijke Beerschot Antwerpen Club, más conocido como Beerschot AC, fue un club de fútbol de la ciudad de Amberes, Bélgica. 

## Historia

### Germinal Ekeren
En 1920 el FC Germinal Ekeren fue fundado en Ekeren, un suburbio al norte de Amberes. Varios años antes, en 1899, se fundó el Beerschot AC en Het Kiel, en la periferia sur de Amberes, donde se habían celebrado los Juegos Olímpicos de 1920. No fue sino hasta el 30 de julio de 1942 que el Germinal Ekeren finalmente fue registrado en la Real Federación Belga de Fútbol con la matrícula n.º 3530. En 1971, se agregó el prefijo Koninklijk a su nombre (que en neerlandés equivale a "Real"). El equipo llegó a la primera división del fútbol belga en 1989 y terminó 13.º Logró su mejor posición liguera en 1996 y 1998, siendo tercero y clasificándose para la Copa de la UEFA. Sin embargo, en 1999, debido a la baja asistencia de los seguidores y la escasez de posibilidades de expansión en Ekeren, el club se fusionó con el Beerschot VAC, que estaba jugando en la 3.ª división con muchos problemas financieros, pero con un importante número de hinchas.
El nuevo equipo, el KFC Germinal Beerschot Antwerpen, mantuvo la matrícula n° 3530 del Germinal Ekeren para conservar su lugar en la primera división, pero retuvo el estadio de Beerschot, reconstruyéndolo en el proceso. Al mantener la matrícula del Ekeren, los honores del Beerschot se consideraban distintos y separados del nuevo equipo. En el 2003 el club eliminó Antwerpen (Amberes) de su nombre y en el año siguiente se experimentaron dificultades financieras. En esa época Marc Brys asumió el puesto de entrenador y llevó al equipo a la victoria en la Copa belga del 2005, a la vez garantizando un lugar en la Copa de la UEFA. Después de sólo 7 partidos en la Primera División durante la temporada 2005-06 fue despedido debido a malos resultados (4 de 21 puntos y metido en los últimos lugares).
El 17 de mayo del 2011, el club cambió nuevamente de nombre a Koninklijke Beerschot Antwerpen Club, simplificado como Beerschot AC, debido a una pugna interna en la junta directiva que terminó con el abandono de los miembros procedentes del Germinal Ekeren, originada por un plan corporativo para restaurar los honores históricos del anterior club K Beerschot VAC.

### Temporada 2012/13 y Desaparición
Al terminar la temporada 2012/13, el equipo perdió su licencia como equipo profesional debido a los problemas financieros que presentaba: al no ser capaz de presentar un plan financiero viable a la Asociación de Fútbol de Bélgica se declaró en bancarrota el 21 de mayo del 2013, justo una semana antes de terminar la temporada, por lo que perdió su matrícula de inscripción y los jugadores quedaron libres de jugar con quien quisieran.

### Competiciones europeas
El equipo tuvo su primer juego europeo como KFC Germinal Ekeren, en la temporada 1991-92 contra el Celtic FC de Escocia (derrota 2-0 en Glasgow y empate 1-1 en Amberes). Se había clasificado para la Copa de la UEFA en ese año a raíz de una 5.ª plaza en el campeonato local.
Luego se tuvo que esperar hasta 1995 y un 6.º puesto para clasificarse a otra competencia continental (la Copa Intertoto). Lamentablemente por haber acabado 2.º en la primera ronda del Grupo 3, detrás de FC Aarau de Suiza, no pasó a la segunda ronda.
En 1996-97 se clasificó para la Copa de la UEFA después de haber terminado 3.º en la liga. El club fue derrotado por el Grazer AK en la primera ronda.
En 1997-98 jugaron la Copa de Campeones de la Copa después obtener la copa de Bélgica. Germinal acabó perdiendo en la segunda ronda a manos del VfB Stuttgart, después de la victoria contra el FK Crvena Zvezda.
Después de la copa del 2005, llegó a la Copa de la UEFA después de una ronda preliminar, pero perdió en la segunda ronda preliminar ante el equipo suizo Servette FC.

## Jugadores

### Jugadores destacados
| - Gustavo Colman (2006–08) - Hernán Losada (2006–08, 2011–13) - Toby Alderweireld (1999–04) - Jurgen Cavens (2004–08) - Marc Degryse (1999–02) - Mousa Dembélé (2003–04) - Didier Dheedene (2006–09) - Carl Hoefkens (2003–05) - Mohamed Messoudi (2002–06) - Silvio Proto (2008–09) | - Wesley Sonck (1999–00) - Kenny Steppe (2006–08) - François Sterchele (2006–07) - Jelle Van Damme (2001–02) - Thomas Vermaelen (1999–00) - Jan Vertonghen (2000–03) - Felipe Alves (2004–05) - Luciano (2000–07) - Moumouni Dagano (2000–01) - Daniel Cruz (2002–11) | - Mario Cvitanović (2004–06) - Kenneth Brylle Larsen (1989–91) - Dags Chat (2008–09) - Victor Wanyama (2008–11) - Igor Mitreski (2008–09) - Petter Rudi (2002–03) - Aleksandar Mutavdžić (1999–02) - Aaron Mokoena (2001–03) - Senharib Malki (2007–09) - Gary Kagelmacher (2010–11) - Rodrigo Rojas (2011) |

## Entrenadores desde 1988
| - Albert Beers (1988–90) - René Desayere (1990) - Martti Kuusela (1991) - Urbain Haesaert (1990–93) - Aime Anthuenis (1993–94) - Herman Helleputte (1994–96) - Stanisław Gzil (1996–97) - Herman Helleputte (1997 – julio de 2000) - Franky van der Elst (1999 – julio de 2003) - Marc Brys (julio de 2003 – septiembre de 2005) - Jos Daerden (septiembre de 2005 – junio de 2006) | - Marc Brys (julio de 2006 – junio de 2007) - Harm van Veldhoven (julio de 2007 – noviembre de 2008) - Aime Anthuenis (noviembre de 2008 – agosto de 2009) - Jos Daerden (septiembre de 2009 – junio de 2010) - Glen De Boeck (julio de 2010 – noviembre de 2010) - Jacky Mathijssen (diciembre de 2010 – marzo de 2012) - Wim De Corte (marzo de 2012 – julio de 2012) - Adrie Koster (julio de 2012 – noviembre de 2012) - Wim De Corte (noviembre de 2012 – enero de 2013) - Jacky Mathijssen (enero de 2013 – mayo de 2013) |

## Palmarés

### Torneos nacionales
- Segunda División de Bélgica (1): 1988-89
- Copa de Bélgica (2): 1996-97, 2004-05
- Supercopa de Bélgica (2): Finalistas 1997, 2005

## Participación en competiciones de la UEFA
| Temporada | Torneo                | Ronda            | Club                | Casa | Visita         |
| --------- | --------------------- | ---------------- | ------------------- | ---- | -------------- |
| 1991–92   | UEFA Cup              | 1                | Celtic              | 1–1  | 0–2            |
| 1995      | UEFA Intertoto Cup    | Grupo 3          | FC Aarau            | 3–3  |                |
| 1995      | UEFA Intertoto Cup    | Grupo 3          | HB Tórshavn         |      | 1–1            |
| 1995      | UEFA Intertoto Cup    | Grupo 3          | Universitatea Cluj  | 4–1  |                |
| 1995      | UEFA Intertoto Cup    | Grupo 3          | Tromsø IL           |      | 2–0            |
| 1996–97   | UEFA Cup              | 1                | Grazer AK           | 3–1  | 0–2            |
| 1997–98   | UEFA Cup Winners' Cup | 1                | Bandera de Serbia   | 3–2  | 1–1            |
| 1997–98   | UEFA Cup Winners' Cup | 2                | VfB Stuttgart       | 0–4  | 4–2            |
| 1998–99   | UEFA Cup              | Clasificatoria 1 | FK Sarajevo         | 4–1  | 0–0            |
| 1998–99   | UEFA Cup              | Clasificatoria 2 | Servette FC         | 1–4  | 2–1            |
| 2005–06   | UEFA Cup              | 1                | Olympique Marseille | 0–0  | 0–0 (1–4 pen.) |
| 2008      | UEFA Intertoto Cup    | 2                | Neftchi Baku        | 1–1  | 0–1            |

### Récord europeo
| Torneo           | Apariciones | J  | G | E | P | GF | GC |
| ---------------- | ----------- | -- | - | - | - | -- | -- |
| Cup Winners' Cup | 1           | 4  | 2 | 1 | 1 | 8  | 9  |
| UEFA Cup         | 4           | 10 | 3 | 4 | 3 | 11 | 12 |
| Copa Intertoto   | 2           | 6  | 2 | 3 | 1 | 11 | 7  |